# Marchese de la Manresana
Marchese de la Manresana è un titolo nobiliare spagnolo creato da Carlo III di Spagna il 7 aprile 1767 per Ramón Copóns y de Iborra; Esso fa riferimento alla località catalana di Manresa.

## Marchesi de la Manresana
|                              | Titular                                  | Periodo                      |
| Creazione fatta da Carlo III | Creazione fatta da Carlo III             | Creazione fatta da Carlo III |
| ---------------------------- | ---------------------------------------- | ---------------------------- |
| I                            | Ramón Ignacio de Copóns y de Iborra      | 1767-                        |
| II                           | María Josefa de Copóns y Despujol        |                              |
| III                          | Josep Ramón de Pinós-Santcliment         | ? -1830                      |
| IV                           | Rafael Francesc de Pinós-Santcliment     | 1830-1838                    |
| V                            | María Josefa de Pinós-Santcliment        | 1838-1857                    |
| VI                           | Ramón de Sarriera y Pinós-Santcliment    | 1857- ?                      |
| VII                          | Enrique de Sarriera y de Vilallonga      | ? -1868                      |
| VIII                         | Joaquín de Sarriera y Losada             | 1952- ?                      |
| IX                           | Ramón de Sarriera y Fernández de Muniaín | 1982-attuale titolare        |

## Storia dei marchesi de la Manresana

### Casa di Copóns
- Ramón Ignacio de Copóns y de Iborra, I marchese de la Manresana, barone di Cervelló e barone di Sant Vicent dels Horts.

1. Sposò Luisa Despujol. Gli succedette sua figlia:

- María Josefa de Copóns y Despujol, II marquesa de la Manresana.

1. Sposò Josep Esteban Garcerán de Pinós-Santcliment, IV marchese di Santa María de Barbará. Le succedette suo figlio:

### Casa di Pinós-Santcliment
- Josep Ramón de Pinós-Santcliment (.-1830), III marchese de la Manresana, V marchese di Santa María de Barbará, barone di Bellera, Cervelló e Sant Vicent dels Horts. Senza discendenza. Gli succedette suo fratello:
- Rafael Francesc de Pinós-Santcliment (.-1838), IV marchese de la Manresana, VI marchese di Santa María de Barbará, barone di Bellera, Cervelló e Sant Vicent dels Horts. Senza discendenza (anche se si ritiene che abbia avuto una figlia, della quale si ignora il nome, che avrebbe poi sposato un certo Dionisio Alcalá-Galileo). Gli succedette sua sorella:
- María Josefa de Pinós-Santcliment (.-1857), V marchesa de la Manresana, VII marchesa di Santa María de Barbará.

1. Sposò José María de Sarriera y Despujol, VI conte di Solterra. Le succedette suo figlio:

### Casa di Sarriera
- Ramón de Sarriera y Pinós-Santcliment, VI marchese de la Manresana, VIII marchese di Santa María de Barbará, VIII marchese di Moix, VII conte di Solterra.

1. Sposò, in prime nozze, María de la Soledad de Vilallonga y de Amat.
2. Sposò, in seconde nozze, María de los Dolores de Zarrard y Juez-Sarmiento. Gli succedette suo figlio, avuto dal primo matrimonio:

- Enrique de Sarriera y de Vilallonga (.-1868), VII marchese de la Manresana, IX marchese di Santa María de Barbará.

1. Sposò María del Pilar Losada y Rosés. Gli succedette suo figlio:

- Joaquín de Sarriera y Losada, VIII marchese de la Manresana, X marchese di Santa María de Barbará.

1. Sposò Inés Fernández de Muriaín y Oliozola. Gli succedette suo figlio:

- Ramón de Sarriera y Fernández de Muriaín (n. nel 1945), IX marchese de la Manresana, XII marchese di Santa María de Barbará ( A María Victoria de Salmá y Coll, XI marchesa di Santa María de Barbará, VI marchesa di Marianao, V marchesa di Villanueva-Geltrú, XI contessa di Solterra, fu tolto, nel 1987, il titolo di marchesa di Santa María de Barbará, a favore di Ramón de Sarriera y Fernández de Muriaín).